# Oxyonchus dentatus
Oxyonchus dentatus är en rundmaskart. Oxyonchus dentatus ingår i släktet Oxyonchus, och familjen Enoplidae. Arten är reproducerande i Sverige.